# Monarquia hereditária
A monarquia hereditária é uma forma de governo e sucessão de poder em que o trono passa de um membro de uma família governante para outro membro da mesma família. Uma série de governantes da mesma família constituiria uma dinastia.
É historicamente o tipo mais comum de monarquia e continua a ser a forma dominante nas monarquias existentes. Tem as vantagens de continuidade da concentração de poder e riqueza e previsibilidade de quem se pode esperar para controlar os meios de governança e clientelismo. Desde que um monarca seja competente, não opressivo e mantenha uma dignidade apropriada, também pode oferecer os fatores estabilizadores da afeição popular e lealdade à família governante. A adjudicação do que constitui opressivo, digno e popular tende a ficar na alçada do monarca. Uma grande desvantagem da monarquia hereditária surge quando o herdeiro aparente pode ser física ou temperamentalmente incapaz de governar. Outras desvantagens incluem a incapacidade de um povo escolher seu chefe de Estado, a distribuição ossificada de riqueza e poder em um amplo espectro da sociedade e a continuação de estruturas religiosas e socioeconômicas obsoletas principalmente para o benefício dos monarcas, suas famílias, e apoiadores.
Na maioria das monarquias hereditárias existentes, a ordem típica de sucessão usa alguma espécie de primogenitura, mas existem outros métodos, como antiguidade e tanistry (em que um herdeiro aparente é nomeado entre os candidatos qualificados).
Pesquisas mostram que regimes hereditários, em particular primogenitura, são mais estáveis do que formas de governo autoritário com arranjos sucessórios alternativos.